# 9. červenec
9. červenec je 190. den roku podle gregoriánského kalendáře (191. v přestupném roce). Do konce roku zbývá 175 dní. Svátek má Drahoslava.

## Události

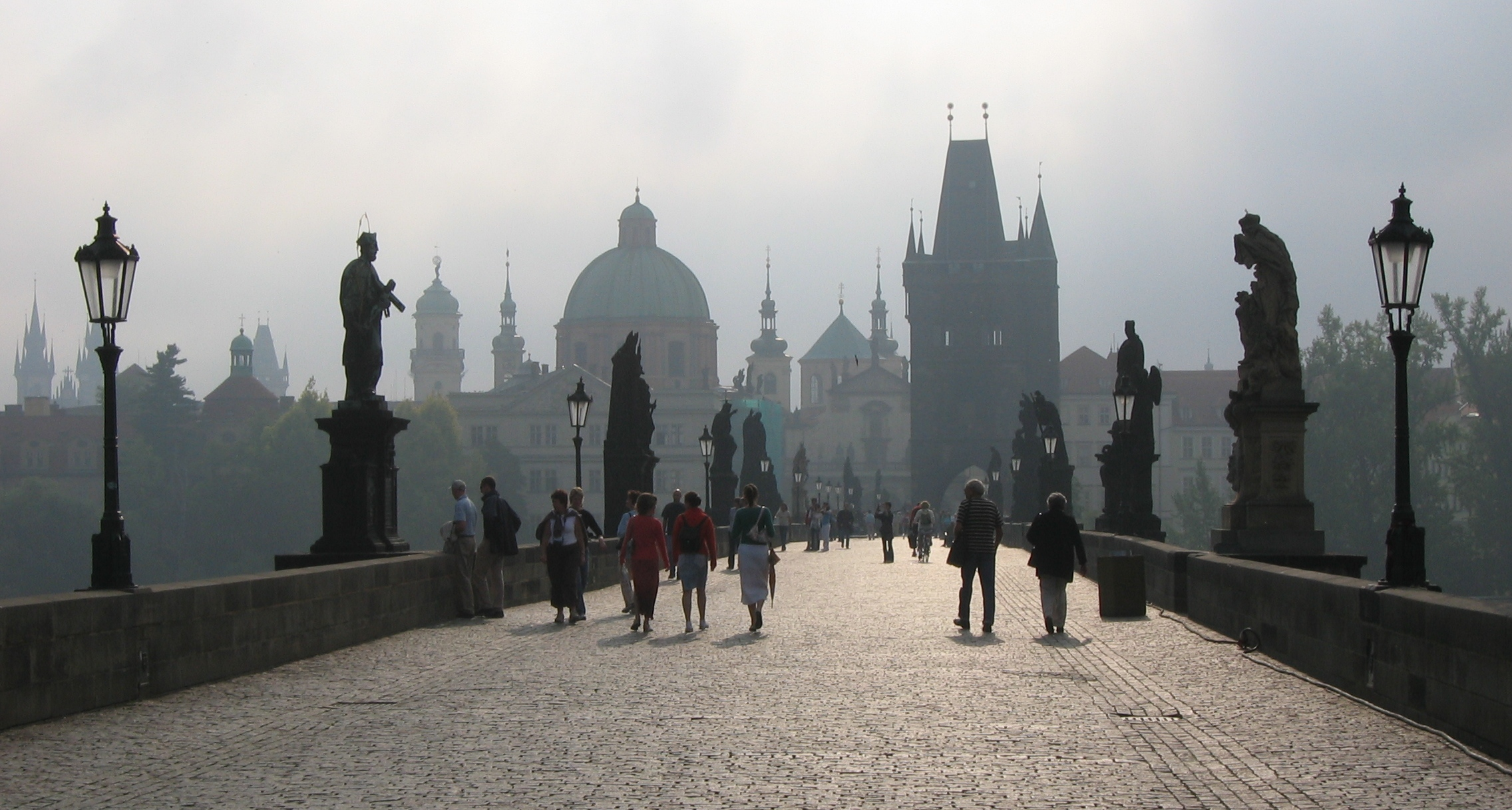
Karlův most

### Česko
- 1357 – V 5 hodin a 31 minut položil císař Karel IV. základní kámen ke stavbě kamenného mostu v Praze přes Vltavu, později pojmenovaného po svém zakladateli. Čas nebyl vybrán náhodou, šlo o magickou řadu lichých čísel. Stavba započala podle projektu Petra Parléře, dokončena byla tři roky po Parléřově smrti v r. 1402.
- 1609 – Rudolf II. vydal v Praze tzv. Rudolfův majestát o svobodě náboženského vyznání. K vydání dokumentu byl panovník donucen českými pány, kteří v rozhodující chvíli vyhroceného sporu mezi Rudolfem a jeho bratrem, arcivévodou Matyášem, zůstali na Rudolfově straně (viz 1. únor).
- 1898 – Vzniklo Tiskařské družstvo Národně sociální strany, pozdější nakladatelství Melantrich.
- 1940 – Československý národní výbor se usnesl ustanovit prozatímní státní zřízení ve Spojeném království, tvořené prozatímní vládou (předsedou Jan Šrámek), prezidentem (Edvard Beneš) a Státní radou.
- 1949 – Premiéra baletu Zbyňka Vostřáka Filosofská historie v Národním divadle v Praze
- 1968 – Tým lékařů pod vedením Karola Šišky a Ladislava Kužely v Bratislavě provedl první transplantaci srdce ve střední a východní Evropě. Čtyřiapadesátileté ženě voperovali orgán o osm let mladšího muže, který se zabil pádem z balkonu.
- 1998 – Strany ODS a ČSSD uzavřely „smlouvu o vytvoření stabilního politického prostředí“ (tzv. opoziční smlouva), která umožnila ČSSD sestavit a udržet menšinovou vládu.
- 2001 – Ministerstvo vnitra oznámilo, že v České republice poprvé od roku 1994 klesla kriminalita.
- 2002 – Uzavření dohody o vytvoření společné vlády mezi ČSSD, US-DEU a KDU-ČSL.
- 2016 – Hlavní cenu filmového festivalu Karlovy Vary získal maďarský režisér Szabolcs Hajdu za snímek Rodinné štěstí.

### Svět

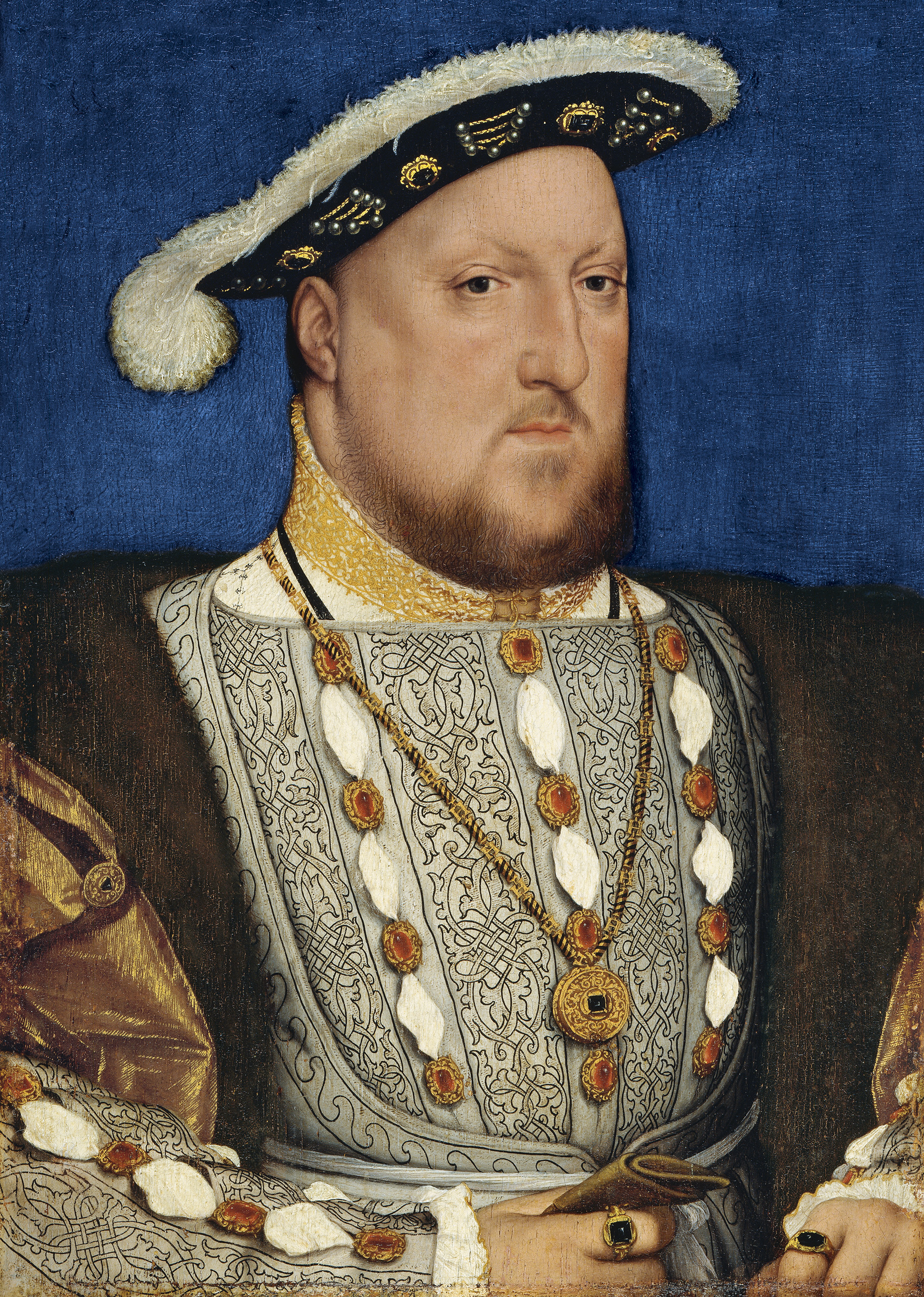
Jindřich VIII.

- 0381 – Skončil První konstantinopolský koncil.
- 0455 – Římský vojevůdce Avitus se prohlásil císařem Západořímské říše
- 0491 – Odoaker zaútočil v noci na Ostrogóty a jejich velitele Theodericha Velikého u Ad Pinetam. Obě strany přišly o mnoho mužů, ale nakonec Theodorich zatlačil Odoakera zpátky do Ravenny.
- 0551 – Mohutné zemětřesení v Libanonském městě Bejrút vyvolalo ničící tsunami, která zasáhla pobřežní města byzantské říše Fénicie, kde přišlo o život tisíce lidí
- 0660 – V jihokorejském Nonsanu zničila armáda generála Kim Ju-šina s 50 000 muži Päkčeskou armádu a zabila jejího velitele generála Gyebaeka
- 0711 – Berbeři pod vedením Tárika ibn Zijáda okupují severní Španělsko
- 1371 – Papež Řehoř XI. jmenuje Arnolda II. z Horne utrechtským biskupem
- 1386 – V bitvě u Sempachu porazili Švýcaři rakouskou armádu Leopolda III., který v bitvě zahynul
- 1401 – Turecko-mongolský vládce Tamerlán (Timur) zničil Bagdád a pozabíjel na 20 000 jeho obyvatel
- 1536 – Francouzský mořeplavec Jacques Cartier se vrátil z objevné cesty podél pobřeží Kanady do Saint-Malo
- 1540 – Anglický král Jindřich VIII. anuloval svůj sňatek s Annou Klévskou.
- 1595 – Johannes Kepler popsal solidní geometrické uspořádání vesmíru
- 1755 – Sedmiletá válka, francouzsko-indiánská válka: Francouzsko-indiánské jednotky rozdrtily dvakrát početnější britskou armádu v bitvě u Monongahely.
- 1780 – Dánsko vyhlásilo svou neutralitu
- 1789 – Ve francouzském Versailles byly ustanovením Národního ústavodárného shromáždění zahájeny přípravy francouzské ústavy.
- 1793 – Horní Kanada přijala Act Against Slavery, který zakázal dovoz otroků do kolonie a zároveň stanovil, že děti narozené do otroctví dosáhnou svobody s dosažením věku 25 let.
- 1807 – Francie a Prusko uzavřely Tylžský mír.
- 1810 – Napoleon anektoval Holandské království jako součást prvního Francouzského císařství.
- 1816 – Argentina vyhlásila nezávislost na Španělsku.
- 1846 – Americký kapitán John Montgomery bez odporu obsadil kalifornskou osadu Yerba Buena, kterou prohlásil za území USA (dnes San Francisco).
- 1850 – V USA se úmrtím 13. prezidenta Zachary Taylora na choleru stal prezidentem jeho viceprezident Millard Fillmore.
- 1875 – Vypuklo Hercegovské povstání proti osmanské správě.
- 1877 – První wimbledonský turnaj zahájen. V prvním ročníku se hrály pouze singly mužů. Hrálo se na trávě a turnaje se zúčastnilo 21 amatérských hráčů. Turnaj vyhrál Spencer Gore za 48 minut, když porazil Williama Marshalla 6-1 6-2 6-4.
- 1918 – V americkém městě Nashville si srážka dvou vlaků vyžádala 101 životů.
- 1922 – Johnny Weissmüller jako první uplaval stometrovou trať pod jednu minutu (58,6 s).
- 1926 – Čankajšek byl jmenován vrchním velitelem čínské Národní revoluční armády
- 1932 – Ve švýcarském Lausanne odpustily vítězné velmoci Německu dluh za 1. světovou válku.

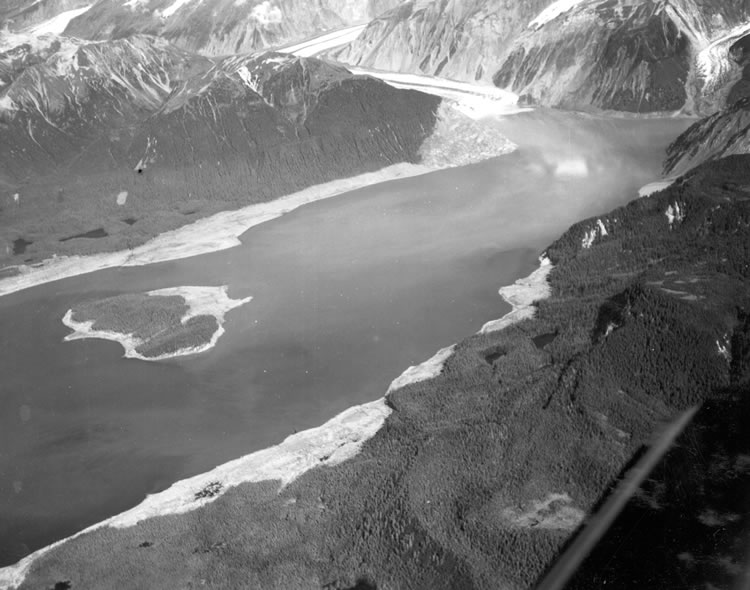
Megatsunami poškozené pobřeží fjordu Lituya Bay.

- 1943 – 2. světová válka: spojenci se vylodili na Sicílii.
- 1944
  - 2. světová válka: britské a kanadské síly dobyly Caen.
  - V bitvě v oblasti Tali-Ihantala porazili Finové s podporou Wehrmachtu Rudou armádu.
- 1958 – Zemětřesením způsobený sesuv 30 milionů m³ hornin v aljašském fjordu Lituya Bay vytvořil lokální megatsunami, které v místě vzniku dosáhlo výšky 524 m, čímž se stalo nejvyšší zaznamenanou vlnou. Zemřelo 5 osob.
- 1991 – Jihoafrická republika byla přijata po 30 letech vyloučení zpět do olympijského hnutí.
- 1993 – V Rusku byly identifikovány nalezené pozůstatky carské rodiny zavražděné v roce 1918.
- 1995 – Psychedelická rock-country-jazzová kapela Grateful Dead odehrála poslední koncert v Chicagu, měsíc před smrtí jejich zpěváka Jerryho Garcii.
- 2002 – V Addis Abebě byla založena Africká unie.
- 2011 – Jižní Súdán se odtrhl od Severního Súdánu a založil vlastní stát.

## Narození
Automatický abecedně řazený seznam viz Kategorie:Narození 9. července

### Česko

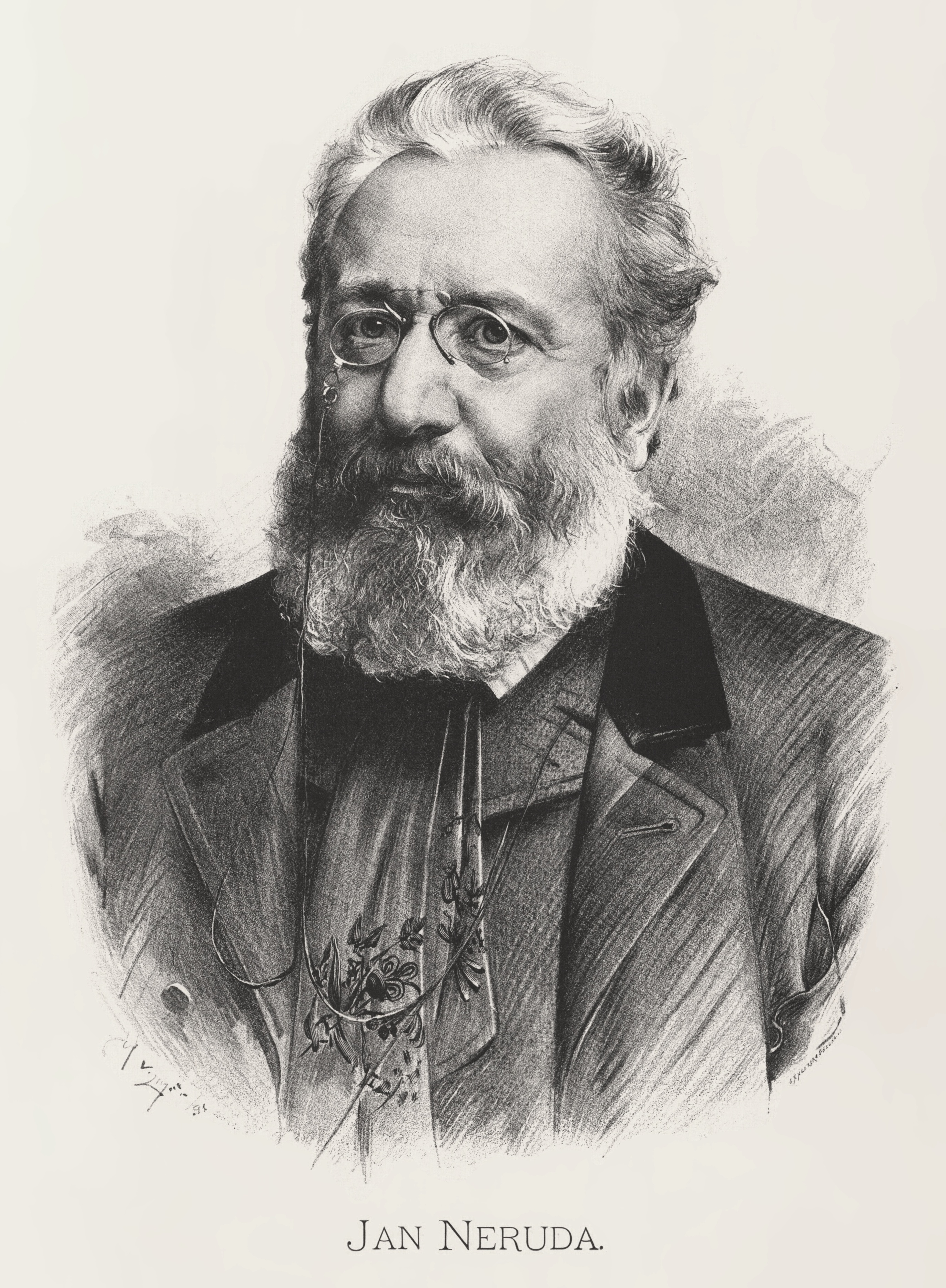
Jan Neruda (* 1834)

- 1530 – Vratislav II. z Pernštejna, šlechtic, diplomat a nejvyšší kancléř českého království († 20. října 1582)
- 1825 – Václav Šubert, reformovaný kazatel († 21. února 1885)
- 1834 – Jan Neruda, spisovatel a novinář, představitel májovců († 22. srpna 1891)
- 1851 – Jan Nepomuk Langhans, portrétní fotograf († 22. března 1928)
- 1862 – Bertold Bretholz, německočeský historik († 27. listopadu 1936)
- 1878 – Antonín Starý, lékař a překladatel († 28. říjen 1942)
- 1882 – Max Horb, malíř († 9. prosince 1907)
- 1892 – Jaroslav Hrbek, legionář a československý generál († 19. ledna 1973)
- 1917 – Vladimír Černík, tenista († 2. dubna 2002)
- 1921 – Zorka Janů, herečka († 27. března 1946)
- 1926 – Jaroslav Bejček, výtvarník († 17. září 1986)
- 1931 – Mikuláš Lobkowicz, filosof a politolog, rektor univerzit v Mnichově a v Eichstättu († 19. září 2019)
- 1937 – Josef Vacenovský, fotbalový reprezentant
- 1939 – Bedřich Tylšar, hráč na lesní roh a hudební pedagog
- 1943
  - Ladislav Beneš, házenkář
  - František Ringo Čech, bubeník, zpěvák, textař, herec, politik, scenárista, dramatik, naivní malíř a spisovatel
- 1944 – Jiří Holík, hokejista
- 1955 – Jiřina Salaquardová, básnířka, novinářka a autorka knih pro děti
- 1975
  - Květa Peschkeová, tenistka
  - Daniel Křetínský, miliardář, podnikatel a právník
- 1988 – Lucie Májková, atletka, dálkařka a trojskokanka
- 1989 – Roman Koudelka, skokan na lyžích
- 1991 – Jan Mráček, houslista
- 2000 – Anežka Sládková, ragbistka

### Svět

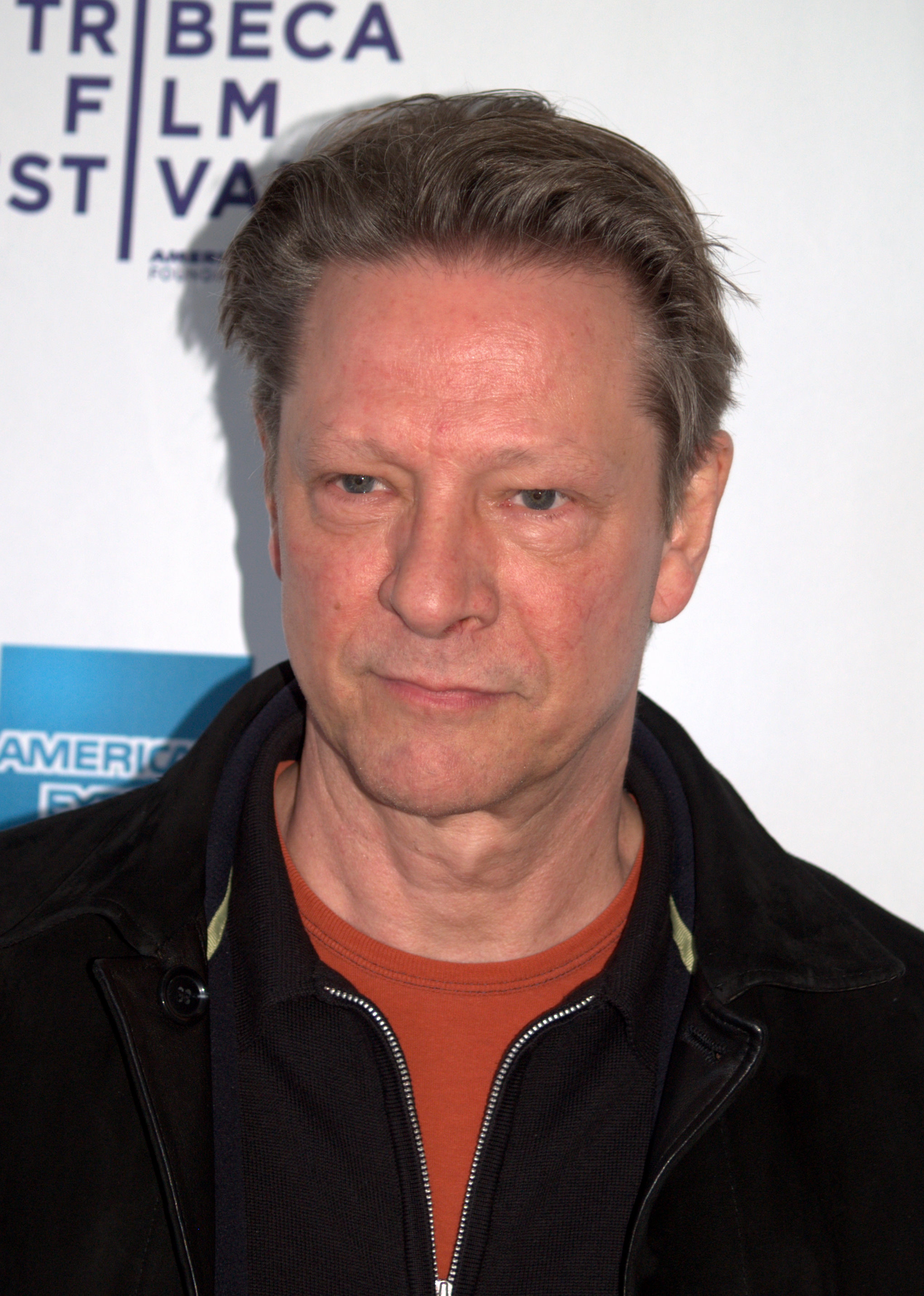
Chris Cooper (* 1951)

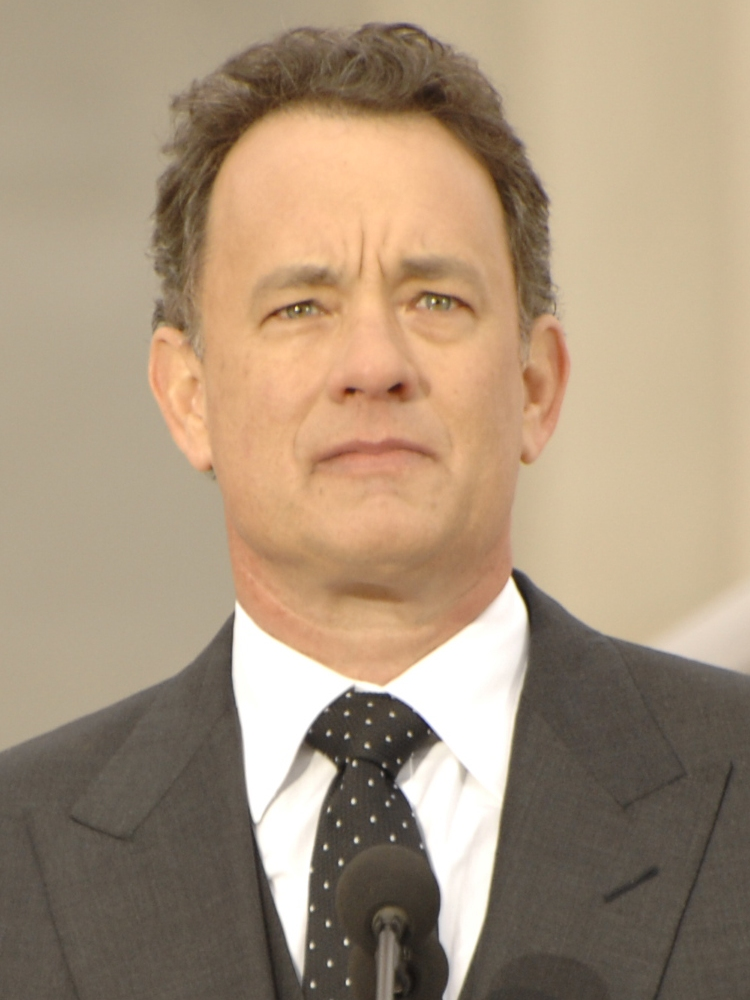
Tom Hanks (* 1956)

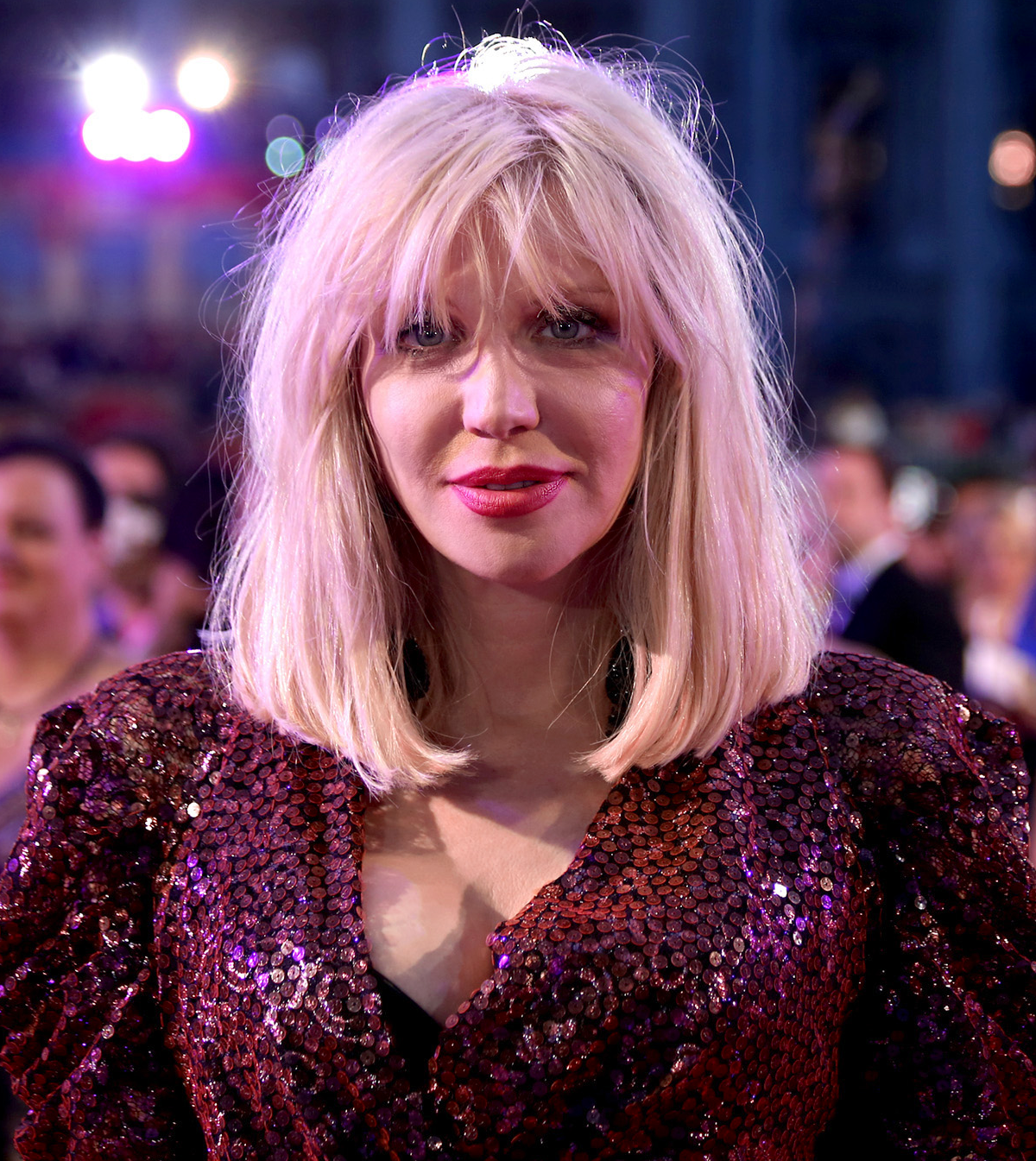
Courtney Love (* 1965)

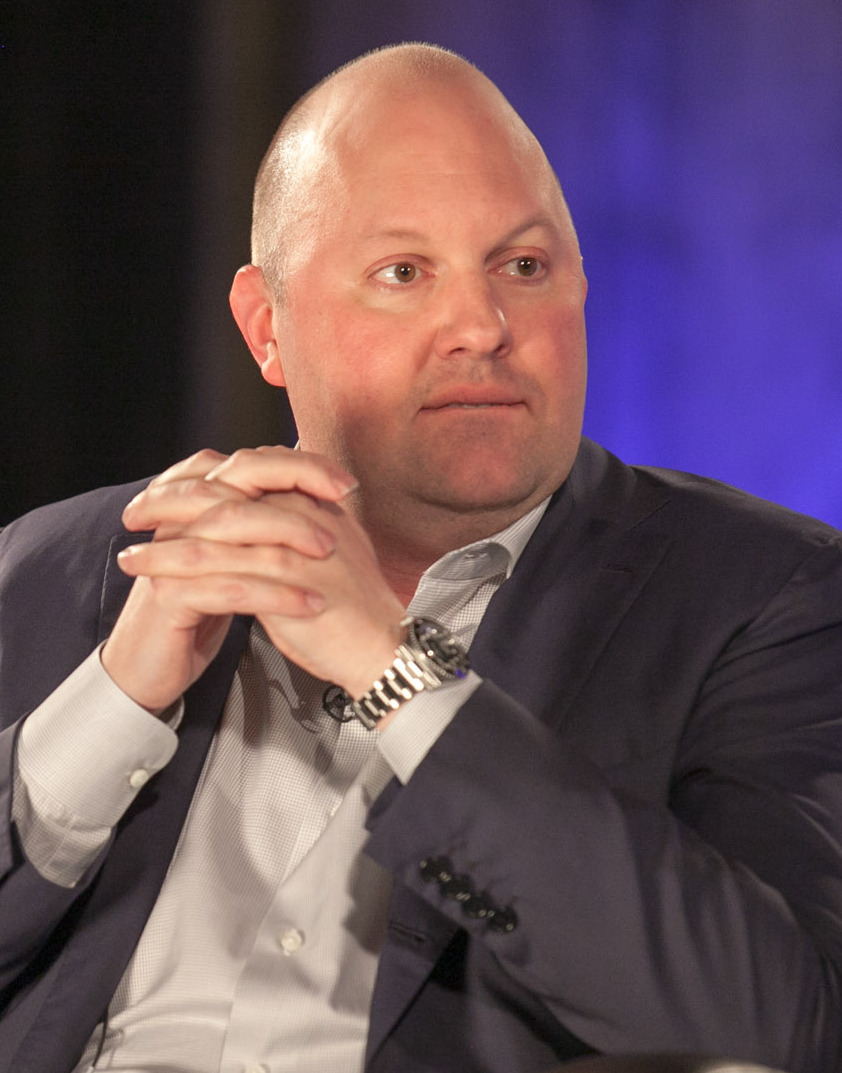
Marc Andreessen (* 1971)

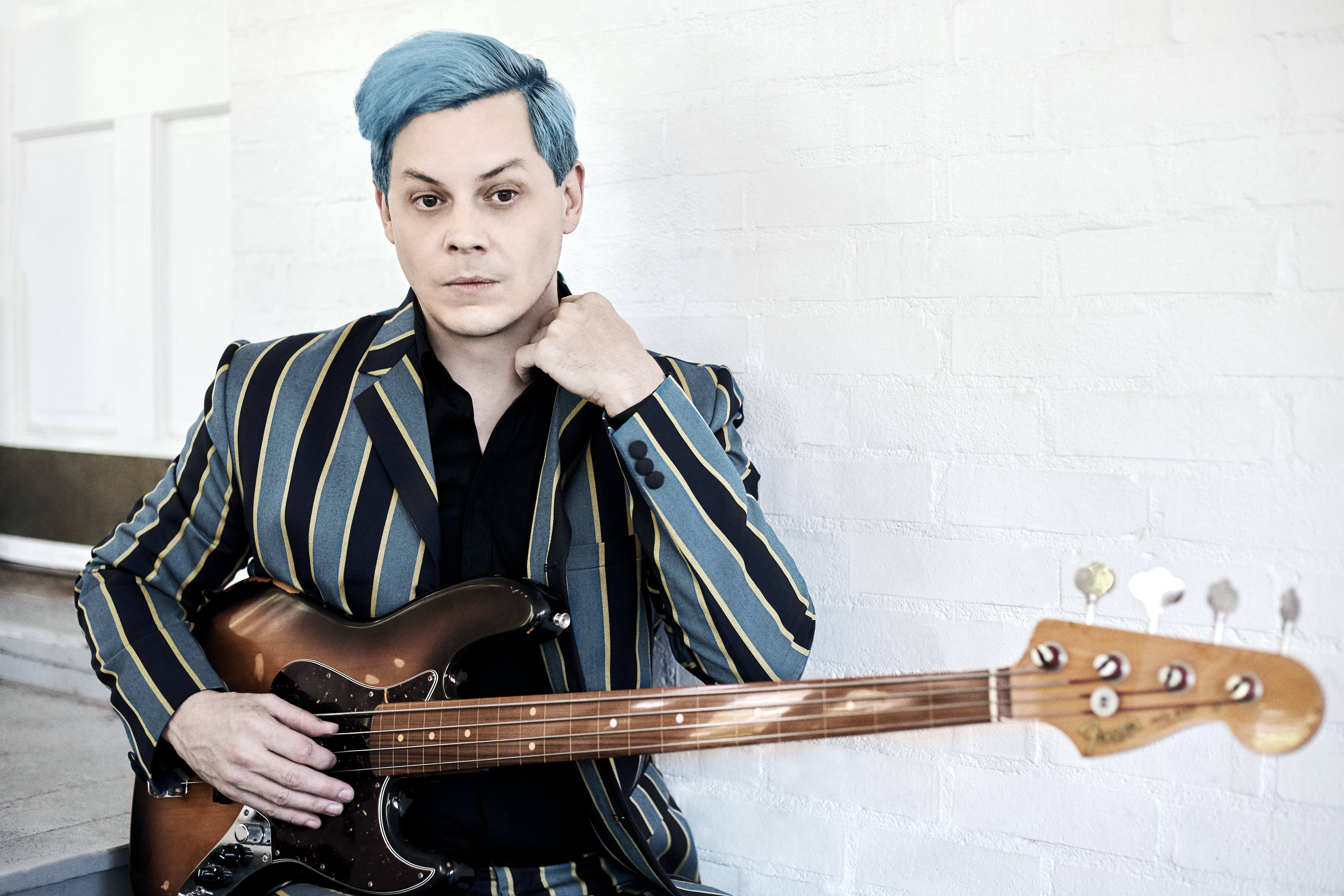
Jack White (* 1975)

- 1511 – Dorotea Sasko-Lauenburská, dánská a norská královna jako manželka Kristiána III. Dánského († 7. října 1571)
- 1526 – Alžběta Habsburská, polská královna jako manželka Zikmunda II. Augusta († 15. června 1545)
- 1578 – Ferdinand II., český a uherský král, římskoněmecký císař († 15. února 1637)
- 1654 – Reigen, japonský císař († 24. září 1732)
- 1669 – Jevdokija Lopuchinová, první manželka cara Petra Velikého († 7. září 1731)
- 1739 – Pavol Adámi, slovenský lékař, veterinář a zoolog († 11. listopadu 1814)
- 1750 – Batilda Orleánská, francouzská princezna († 10. ledna 1822)
- 1757 – Wojciech Bogusławski, polský spisovatel, herec a režisér († 23. července 1829)
- 1764 – Ann Radcliffová, anglická spisovatelka († 7. února 1823)
- 1775 – Matthew Gregory Lewis, anglický spisovatel a dramatik († 14. května 1818)
- 1786 – Marie Žofie Helena Beatrice Bourbonská, dcera francouzského krále Ludvíka XVI. († 18. června 1787)
- 1805 – József Szén, maďarský šachový mistr († 13. ledna 1857)
- 1819 – Elias Howe, americký vynálezce šicího stroje († 3. října 1867)
- 1825 – Jules Oppert, německo-francouzský asyrolog († 21. srpna 1905)
- 1830 – Henry Peach Robinson, anglický fotograf († 21. února 1901)
- 1836 – Žofie Nasavská, švédská a norská královna jako manželak Oskara II. († 30. prosince 1913)
- 1842 – Clara Louise Kellog, americká sopranistka a divadelní ředitelka († 13. května 1916)
- 1845 – George Darwin, anglický astronom a matematik († 7. prosince 1912)
- 1847 – Edwin J. Houston, americký vynálezce († 1. března 1914)
- 1848 – Robert I. Parmský, vévoda v Parmě, Piacenze a Guastalle († 16. listopadu 1907)
- 1851 – Berthold Englisch, rakouský šachový mistr († 19. října 1897)
- 1857 – Fridrich II. Bádenský, poslední bádenský velkovévoda († 8. srpna 1928)
- 1858 – Franz Boas, americký antropolog († 21. prosince 1942)
- 1878 – Richard Sheldon, americký olympijský vítěz ve vrhu koulí († 23. ledna 1935)
- 1879 – Ottorino Respighi, italský skladatel († 18. dubna 1936)
- 1893 – Dorothy Thompsonová, americká spisovatelka a novinářka († 30. ledna 1961)
- 1894 – Percy Spencer, americký konstruktér a vynálezce († 8. září 1970)
- 1901 – Barbara Cartland, anglická spisovatelka († 21. května 2000)
- 1908 – Harald Reinl, německo-rakouský filmový režisér († 9. října 1986)
- 1911 – John Archibald Wheeler, americký fyzik († 13. dubna 2008)
- 1914 – Willi Stoph, východoněmecký politik a armádní generál († 13. dubna 1999)
- 1915 – David Diamond, americký hudební skladatel († 13. června 2005)
- 1917 – Kay Aldridgeová, americká herečka a modelka († 12. ledna 1995)
- 1916 – Edward Heath, britský politik († 17. července 2005)
- 1918 – Nicolaas Govert de Bruijn, nizozemský matematik († 17. února 2012)
- 1924 – Pierre Cochereau, francouzský varhaník a skladatel († 5. března 1984)
- 1929 – Hasan II., marocký král († 23. července 1999)
- 1930 – Sim Iness, americký olympijský vítěz v hodu diskem († 23. května 1996)
- 1931 – Thorvald Stoltenberg, norský politik  († 13. července 2018)
- 1932 – Donald Rumsfeld, americký politik a obchodník († 29. června 2021)
- 1933
  - Zinaida Kirijenková, ruská filmová herečka († 12. února 2022)
  - Oliver Sacks, britský neurolog († 30. srpna 2015)
- 1934
  - Sonny Cooperová, americká tanečnice, herečka, malířka a spisovatelka
  - Michael Graves, americký architekt († 12. března 2015)
- 1937 – David Hockney, anglický malíř, kreslíř, grafik, scénograf a fotograf
- 1943 – John Casper, americký vojenský pilot a astronaut
- 1945 – Dean Koontz, americký spisovatel
- 1946 – Bon Scott, australský zpěvák, člen skupiny AC/DC († 1980)
- 1947
  - O. J. Simpson, americký sportovec a herec
  - Mitch Mitchell, britský rockový bubeník
- 1950
  - Viktor Janukovyč, prezident Ukrajiny
  - Adriano Panatta, italský tenista
- 1951
  - Chris Cooper, americký herec
  - Māris Gailis, premiér Lotyšska
- 1953 – Jozef Heriban, slovenský spisovatel, scenárista a politik
- 1955 – Lindsey Graham, americký politik
- 1956
  - Tom Hanks, americký herec
  - Nobutoši Hikage, japonský judista
- 1957
  - Marc Almond, britský zpěvák, skladatel a herec
  - Tim Kring, americký scenárista a producent
  - Kelly McGillis, americká herečka
- 1964 – Courtney Love, americká muzikantka a herečka
- 1965 – Richard Tsimba, zimbabwský ragbista († 30. dubna 2000)
- 1971 – Marc Andreessen, americký programátor
- 1975 – Jack White, americký hudebník, člen The White Stripes
- 1976 – Emmanuelle Gagliardiová, švýcarská tenistka
- 1985 – Alexej Čeremisinov, ruský sportovní šermíř
- 1991
  - Ladislav Kovács, slovenský profesionální hráč herní série Counter-Strike
  - Maryna Slucká, běloruská judistka
- 1994 – Hugh Carthy, britský cyklista
- 1995 – Georgie Henley, britská herečka

## Úmrtí
Automatický abecedně řazený seznam viz Kategorie:Úmrtí 9. července

### Česko

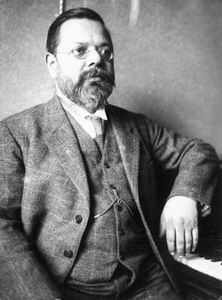
Otakar Zich († 1934)

- 1727 – Karel František Rosenmüller, tiskař a vydavatel (* 1678)
- 1827 – Josef Malínský, sochař (* 14. března 1752)
- 1842 – Johann Karl Nestler, moravsko-slezský profesor zemědělství (* 16. prosince 1783)
- 1889 – Petr Miloslav Veselský, archivář, spisovatel a dějepisec (* 1. července 1810)
- 1913 – Josef Strachovský, sochař (* 19. dubna 1850)
- 1934 – Otakar Zich, hudební skladatel a estetik (* 25. března 1879)
- 1942 – Oldřich Dvořák, československý voják a příslušník výsadku Steel (* 13. listopadu 1923)
- 1948 – Jiří Živný, dramatik (* 24. května 1876)
- 1950 – Leoš Firkušný, muzikolog (* 16. července 1905)
- 1964 – Richard Kubla, operní pěvec (* 11. února 1890)
- 1966 – Miloslav Štědrý, chemik a protikomunistický bojovník (* 29. ledna 1914)
- 1971 – Evžen Markalous, lékař a umělec (* 19. dubna 1906)
- 1976 – Václav Petržílka, fyzik (* 20. března 1905)
- 1980 – František Komzala, slovenský a československý politik (* 23. července 1898)
- 1988 – Miloš Václav Kratochvíl, spisovatel (* 6. ledna 1904)
- 1991 – Petr Sadecký, publicista, teoretik výtvarného umění a mystifikátor (* 4. ledna 1943)
- 1993 – Jan Lopatka, literární kritik a editor (* 7. února 1940)
- 2002 – Jiří Jobánek, středoškolský učitel a spisovatel (* 19. srpna 1923)
- 2004
  - Emil Pluhař, katolický teolog, politický vězeň (* 10. srpna 1913)
  - Karel Bartošek, historik a publicista (* 30. června 1930)
- 2005 – Petr Kabeš, básník (* 21. června 1941)
- 2013 – Otakar Chaloupka, učitel, literární kritik a vědec, spisovatel (* 14. února 1935)

### Svět

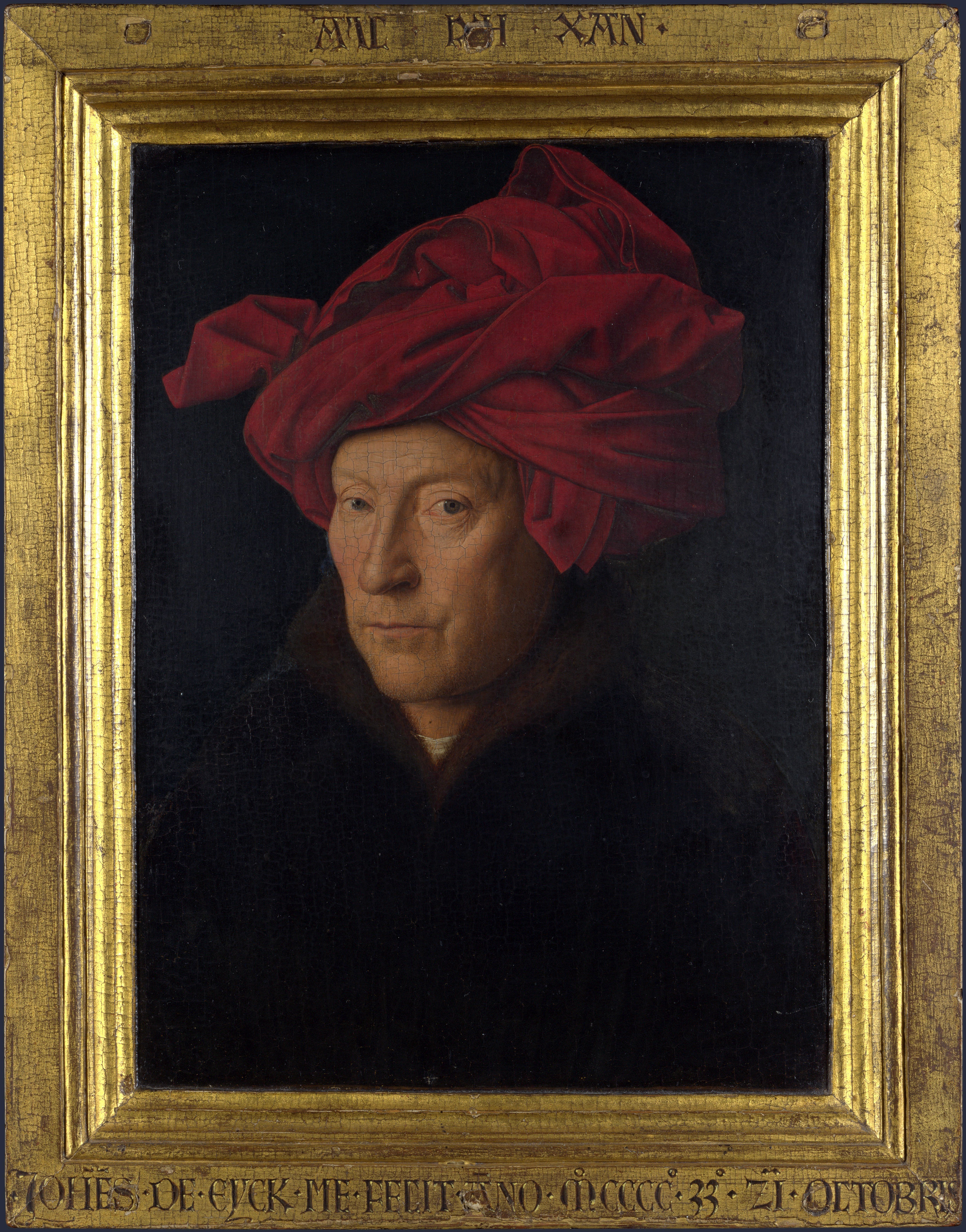
Jan van Eyck († 1441)

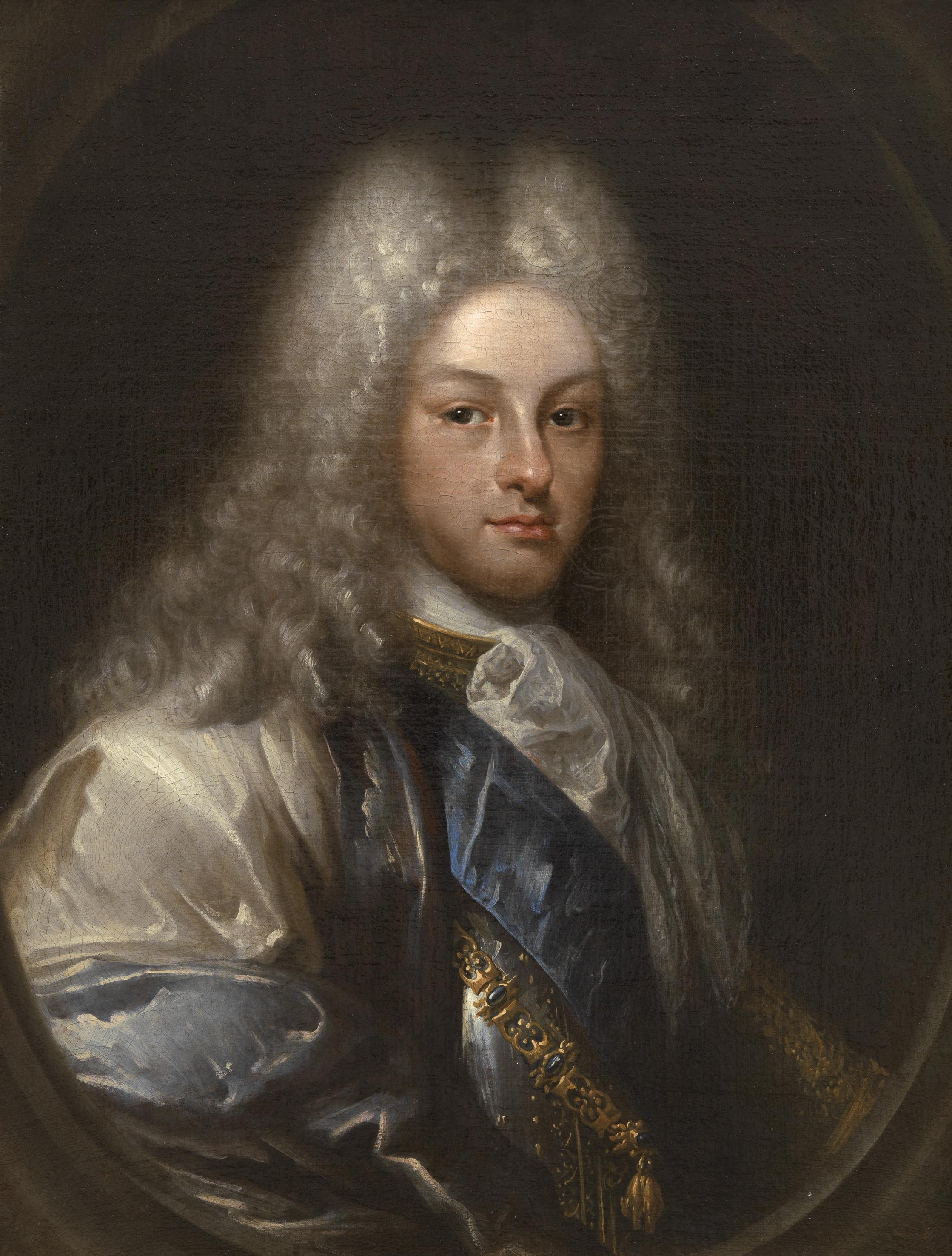
Filip V. Španělský († 1746)

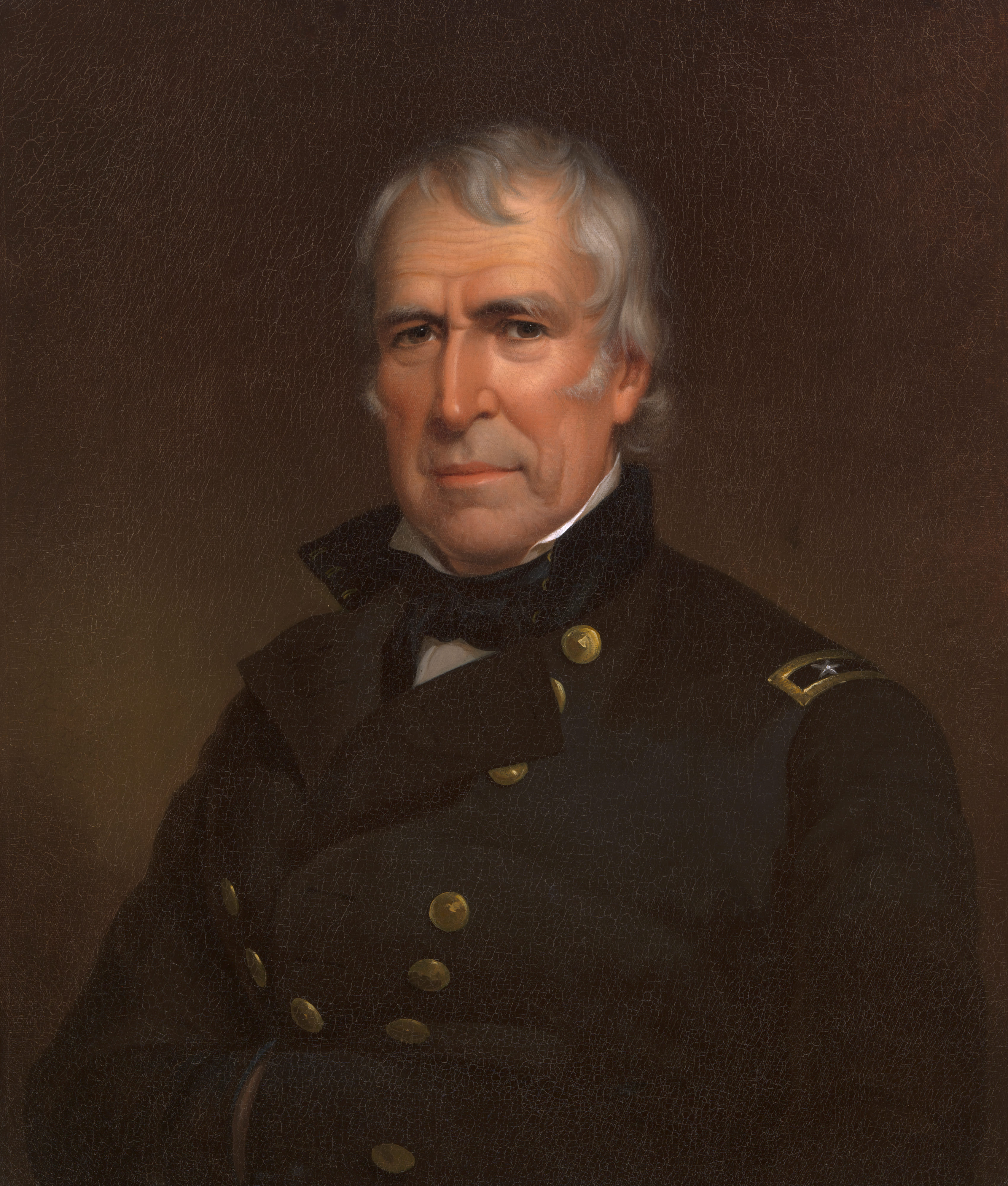
Zachary Taylor († 1850)

- 1363 – Johana z Valois, nevlastní sestra francouzského krále Filipa VI. (* 1304)
- 1386 – Leopold III. Habsburský, vévoda rakouský, korutanský a štýrský (* 1351)
- 1441 – Jan van Eyck, nizozemský malíř (* kolem 1390)
- 1521 – Raffaele Riario, italský kardinál (* 3. května 1461)
- 1552 – György Szondy, uherský hrdina boje proti Turkům (* ?)
- 1553 – Mořic Saský, saský kurfiřt (* 21. března 1521)
- 1563 – Orazio Gentileschi, italský barokní malíř († 7. února 1639)
- 1654 – Ferdinand IV. Habsburský, král římský, český a uherský (*& 1633)
- 1677 – Angelus Silesius, slezský, německy píšící, básník (* 25. prosince 1624)
- 1737 – Gian Gastone Medicejský, poslední toskánský velkovévoda rodu (* 24. května 1671)
- 1746 – Filip V., španělský král z rodu Bourbonů (* 19. prosince 1683)
- 1747 – Giovanni Bononcini, italský hudební skladatel, violoncellista, zpěvák a pedagog (* 18. července 1670)
- 1797 – Edmund Burke, britský filozof a státník (* 1729)
- 1850
  - Báb, zakladatel bábismu (* 20. října 1819)
  - Zachary Taylor, americký prezident (* 1784)
- 1856 – Amedeo Avogadro, italský vědec (* 1776)
- 1880 – Paul Broca, francouzský chirurg, anatom, histolog a patolog (* 28. června 1824)
- 1896 – Heinrich Ernst Beyrich, německý geolog a paleontolog (* 31. srpna 1815)
- 1897 – Augustus Tolton, první černošský katolický kněz v USA (* 1. dubna 1854)
- 1898 – Siegmund Conrad von Eybesfeld, předlitavský státní úředník a politik (* 11. srpna 1821)
- 1900 – Andreas Bauer, františkánský misionář, mučedník, katolický světec (* 26. listopadu 1866)
- 1909 – Kazimír Felix Badeni, polský šlechtic, předseda vlády Předlitavska (* 14. října 1846)
- 1915 – Carl Walther, německý puškař (* 22. listopadu 1859)
- 1925 – René Quinton, francouzský fyziolog a průkopník letectví (* 15. prosince 1866)
- 1932
  - Paul Grawitz, německý patolog (* 1. října 1850)
  - King Camp Gillette, americký podnikatel (* 1855),
- 1934 – Ivan Hadžinikolov, bulharský revolucionář působící v Makedonii (* 24. prosince 1869)
- 1945 – Félix Díaz, mexický generál (* 17. února 1868)
- 1967 – Eugen Fischer, německý profesor antropologie a eugeniky (* 5. července 1874)
- 1968 – Alexander Cadogan, britský diplomat a šlechtic (* 25. listopadu 1885)
- 1974
  - Miguel Ángel Asturias, guatemalský spisovatel a diplomat, Nobelova cena za literaturu 1967 (* 19. října 1899)
  - Earl Warren, americký politik a soudce, předseda komise pro vyšetřování vraždy J. F. Kennedyho (* 1891)
- 1976 – Arnold Gingrich, zakladatel a editor časopisu Esquire (* 5. prosince 1903)
- 1985 – Šarlota Lucemburská, dcera velkovévody Viléma IV. Lucemburského (* 23. ledna 1896)
- 1987 – Endre Vészi, maďarský spisovatel a novinář (* 19. října 1916)
- 1992 – Josy Barthel, lucemburský olympijský vítěz na patnáctistovce (* 24. dubna 1927)
- 1993 – Antun Šoljan, chorvatský spisovatel (* 1. prosince 1932)
- 2002 – Rod Steiger, americký herec (* 1925)
- 2004
  - Jean Lefebvre, francouzský herec (* 3. října 1919)
  - Helmut Rix, německý jazykovědec (* 4. července 1926)
- 2005
  - Jevgenij Grišin, sovětský rychlobruslař, olympijský vítěz (* 23. března 1931)
  - Lu Wen-fu, čínský spisovatel (* 23. března 1927)
- 2007 – André Chouraqui, francouzský právník, spisovatel a politik (* 11. srpna 1917)
- 2011 – Michael „Würzel“ Burston, anglický hudebník, dřívější člen Motörhead (* 1949)
- 2012
  - Lol Coxhill, britský saxofonista (* 19. září 1932)
  - Eugênio de Araújo Sales, emeritní arcibiskup arcidiecéze Rio de Janeiro a kardinál (* 8. listopadu 1920)
- 2013
  - Anton Antonov-Ovsejenko, ruský historik a spisovatel (* 23. února 1920)
  - Gaétan Soucy, kanadský spisovatel (* 21. října 1958)
- 2019 – Fernando de la Rúa, argentinský politik, právník, pedagog a prezident (* 15. září 1937)
- 2023 – Luis Suárez Miramontes, španělský fotbalista (* 2. května 1935)
- 2024 – Jerzy Stuhr, polský herec, režisér a scenárista (* 18. května 1947)

## Svátky

### Česko
- Drahoslava, Drahuše
- Berenika
- Leticie

Katolický kalendář
- Svatá Veronika Giuliani (1660–1727)

### Svět
- Argentina: Den nezávislosti (1816)
- Palau: Den ústavy (1979)
- Maroko: Narozeniny krále Hasana II.

| 9. červenec v pražském KlementinuÚdaje jsou platné k 8. 7. 2025. | 9. červenec v pražském KlementinuÚdaje jsou platné k 8. 7. 2025. | 9. červenec v pražském KlementinuÚdaje jsou platné k 8. 7. 2025. |
| minimum                                                          | denní průměr                                                     | maximum                                                          |
| ---------------------------------------------------------------- | ---------------------------------------------------------------- | ---------------------------------------------------------------- |
| 8,5 °C (1948)                                                    | 19,4 °C (od 1961)                                                | 34,3 °C (2023)                                                   |